# Craspedosis leucosticta
Craspedosis leucosticta là một loài bướm đêm trong họ Geometridae.